# Fabiana Bravo
Fabiana Bravo es una soprano argentina de gran proyección internacional. 
En 1999 fue nombrada Mujer Argentina Del Año por su remarcable contribución al arte. Después de una temprana carrera en el teatro musical conoce al cantante Luciano Pavarotti quién la acerca a la fama. Ganó varias competiciones internacionales y recibió numerosos premios como el The Operalia Competition, Opera Index Winner y Met Council Winner en las finales regionales.

## Historia
Fabiana se traslada desde Mendoza a Washington después de conseguir una beca para estudiar en la Universidad Católica de América, luego complementaría sus estudios en el Instituto de Renata Scotto en Savona, en el Verdi Opera Studio en Parma y en la Academia de Artes Vocales en Voghera, Italia.
Debutó en la ópera haciendo el papel de Lucia di Lammermoor en la Academia de Música de Filadelfia con Luciano Pavarotti. Luego interpretaría Countess Almaviva, Leonora, Georgetta y Madama Butterfly en algunas de las más renombradas casas del mundo. En la temporada 2001-2002 se suma a la lista del Metropolitan Opera y continúa presentándose en varias ciudades de Estados Unidos con regularidad.
En los últimos años ha interpretado el Countess Almaviva en Le Nozze di Figaro (1997), Mimi en La Boheme (1998), Donna Anna en Don Giovanni (1999) y el papel principal en Ariadne auf Naxos (2002), todas producciones del Summer Opera Theatre Company de Washington. 
En 1999 fue invitada a cantar en la Corte Suprema de los Estados Unidos, y tuvo un importante reconocimiento en su ciudad natal Mendoza donde participó de varios recitales.